# Agon Beqiri
Agon Beqiri, född 1 augusti 1993, är en svensk fotbollsspelare som spelar för FBK Karlstad. Han har även representerat Sveriges landslag (futsal).

## Karriär
Beqiris moderklubb är IFK Trollhättan. Han spelade för FC Trollhättan i Superettan 2010. I februari 2012 värvades Beqiri av Qviding FIF. I januari 2016 återvände han till FC Trollhättan.
I januari 2017 värvades Beqiri av division 2-klubben Karlstad BK. Inför säsongen 2020 slogs klubben ihop med Carlstad United under namnet IF Karlstad. I december 2019 skrev Beqiri på ett tvåårskontrakt med IF Karlstad.
I januari 2024 värvades Beqiri av FBK Karlstad, där han skrev på ett ettårskontrakt med option på ytterligare ett år.